# Pertusariales
Pertusariales é uma ordem de fungos da classe Lecanoromycetes.